# Килбёрн, Терри
Теренс Э. Килбёрн (англ. Terence E. Kilburn; род. 25 ноября 1926, Вест-Хэм, Эссекс) — британский и американский актёр.

## Биография
Килбёрн родился в 25 ноября 1926 года в Вест Хэме, Эссекс, в Большом Лондоне.
В детстве он бесплатно снимался в кино, и агент посоветовал ему поехать в Голливуд. Килбёрн и его мать иммигрировали в США в 1937 году, а его отец прибыл в следующем году. Поиск талантов для обнаружил его репетирующим для радиошоу Эдди Кантора, и он получил роль в британском фильме «Лорд Джефф» (1938).

## Карьера
Килбёрн добился известности в возрасте 11 лет, сыграв Тайни Тима в киноверсии «Рождественской песенки» 1938 года, а также в роли четырех поколений семьи Колли в «Прощай, мистер Чипс» (1939).
Будучи детским актером, он также сыграл главные роли в двух фильмах, в которых снялся Фредди Бартоломью: «Лорд Джефф» (1938) и «Швейцарская семья Робинсонов» (1940).
После окончания средней школы Килбёрн сосредоточился на сценической деятельности и изучал драматургию в Калифорнийском университете в Лос-Анджелесе. Он дебютировал на Бродвее в 1952 году. После этого он оставался привержен живым выступлениям как актёр и режиссёр.
Его последней ролью в художественном фильме была небольшая роль в «Лолите» (1962). В период с 1951 по 1969 год он также снялся почти в дюжине телепередач, телефильмов и эпизодов телесериалов.
С 1970 по 1994 год Килбёрн был художественным руководителем театра «Мидоу Брук» Оклендского университета в Рочестере, штат Мичиган.